# 春日神社 (奈良市法華寺町)
春日神社（かすがじんじゃ）は、奈良県奈良市法華寺町にある神社。本来海龍王寺の鎮守社として天児屋根命を祀っていたが、寛延年中に左右二座が合祀され、氏神として崇敬されるようになった。宇奈多理神社を西宮、当社を東の宮と称して法華寺町の氏神として信仰篤い。

## 祭神
- 天児屋根命 - 中央に鎮座。
- 白山比咩命 - 右に鎮座。
- 伊弉冉命[脚注 1] - 左に鎮座。

## 境内
一の鳥居より参道が西に長く延びる。祭礼の時以外は参道の奥は鉄扉で閉ざされている。

### 本殿
三間社流造。春日大社末社三十八所神社の旧本殿の移しと伝わる。

### 座小屋
境内北側にある。

### 社務所
座小屋に相対して南側にある。